# Whiz kids
Whiz kids is een studioalbum van Gary Burton. Het was enige tijd rustig geweest met opnamen van Burton en zijn ensemble. In 1987 verscheen dit album met bopjazz via opnamen uit juni 1986 in de Tonbauer Studio te Ludwigsburg.

## Musici
- Gary Burton – vibrafoon, marimba
- Makoto Ozone – piano
- Tommy Smith – saxofoon
- Steve Swallow – basgitaar
- Martin Richards – slagwerk

## Muziek
| Nr. | Titel                         | Duur |
| --- | ----------------------------- | ---- |
| 1.  | The last clown (Smith)        | 8:49 |
| 2.  | Yellow fever (Ozone)          | 6:46 |
| 3.  | Soulful Bill (James Williams) | 8:05 |
| 4.  | La divetta (Ozone)            | 8:26 |
| 5.  | Cool train (Christian Jacob)  | 6:38 |
| 6.  | The loop (Chick Corea)        | 8:10 |